# Ярмольчук Григорій Іванович
Григо́рій Іва́нович Ярмольчу́к (1923, с. Межиріч, нині Острозького району — 2015, Ківерці) — вояк УПА, почесний громадянин Ківерців.

## Життєпис
Народився 1923 року в селі Межиріч (сучасний Острозький район), з 1931-го навчався у межиріцькій школі Межиричі. Батьки — селяни, працювали на полі, до роботи і дітей навчали змалку, Григорій до 1941 року працював на батьківому полі.
25 травня 1943 року поблизу села Липно прийняв присягу вояка УПА — в агітаційно-пропагандистській сотні «УПА-Схід» «Романа» (Володимира Кудрі). Отримав псевдо «Журавель»; сотня діяла на територіях Рівненської, Житомирської, Київської, Тернопільської областей, основним завданням було пробитися через окуповані німцями території до Києва та на найвищій будівлі вивісити жовто-блакитний стяг.
Біля села Устинівка на Житомирщині відбувся найбільший бій сотні. 25 липня 1943 року розбито німецький військовий підрозділ, який було спеціально спрямовано на розгром цього спецвідділу УПА. З німецької сторони було понад сто вбитих, поранених і полонених — дві сотні — Гордієнка і «Верещаки». В одному із таких боїв проти німецького карального загону був поранений.
1944 року був заарештований НКВС — арештували відразу вісімнадцятьох; шістьох розстріляли, решту судили. Григорія від швидкого суду врятував тиф; отримав 10 років заслання за 54 статтею — «зрада Батьківщині». Покарання відбував у Сибіру — 9 років і 6 місяців; ще два з половиною роки був на поселені — Інта, працював на шахті.
Одружився 1954 року, з дружиною Пелагеєю Іванівною виростили двоє дітей, тішилися чотирма онуками, дев'ятьма правнуками.
1963 року з сім'єю переїхали жити на Волинь — у село Крупа Луцького району, згодом у місто Ківерці. Працював столяром в «Сільгосптехніці», з 1983 року — на пенсії. За України добилися реабілітації. Кінцем 1980-х — початком 1990-х брав активну участь у мітингах, зборах колективів, з лекціями відвідував школи міста. За його спогадами написана документальна книга «Останні постріли повстанців».
12 вересня 2012 року Ківерцівська міська рада ухвалила рішення «Про присвоєння звання „Почесний громадянин міста Ківерці“ воїну УПА Григорію Ярмольчуку».
Помер 2015 року.